# Джульетта и её кормилица
«Джульетта и её кормилица» (англ. Juliet and her Nurse) — картина английского живописца Уильяма Тёрнера, написанная в 1836 году. На полотне изображён вид Венеции в сумерках.

## История
На картине изображена толпа венецианцев, собравшихся на площади Святого Марка, чтобы посмотреть на фейерверки, взрывающиеся на фоне сине-жёлтого неба. На балконе в правом нижнем углу стоят Джульетта и её кормилица — герои пьесы «Ромео и Джульетта» английского драматурга Уильяма Шекспира. Отступив от веронской обстановки «Ромео и Джульетты», Тёрнер нелепо поместил героев в Венецию.
Первый раз Тёрнер посетил Венецию в 1819 году, а второй — в 1833-м, где, судя по всему, снял комнату с видом на крышу. Картина «Джульетта и её кормилица» написана с возвышенной перспективы, с видом на площадь Святого Марка на востоке, с доминирующей в композиции Кампанилой собора Святого Марка. В 1842 году она была выполнена в гравюре Джорджем Холлисом под названием «Площадь Святого Марка, Венеция».
Когда в 1836 году картина была выставлена в Королевской академии художеств, она подверглась критике из-за своих абстрактных элементов. Газета «Таймс» отметила, что картина «ставит под сомнение все законы этой правдивой науки, как линейные, так и воздушные». Критик из Literary Gazette жаловался на расположение двух шекспировских персонажей в правом нижнем углу, описывая их как «сидящих, как воробьи, на крыше дома». Джон Иглз, писавший для Blackwood’s Magazine, неблагоприятно отозвался о картине, назвав её «странным нагромождением — „путаница хуже путаницы“». Джон Рёскин написал, что рецензия вызвала в нём «чёрный гнев» и побудила его написать ответ в защиту Тёрнера. Он пишет: «Тёрнер — это исключение из всех правил… В широкомасштабном энтузиазме он мчится по бесплотным владениям мира своего собственного разума — места, населённого духом вещей… Тёрнер думает и чувствует в цвете; он не может этого не делать… Бесчисленные псы лают на луну; неужели они думают, что она уклонится от своей яркости или отступит от величия своего пути?»
29 мая 1980 года картина была выставлена на аукцион Sotherby Parke-Bernet и продана за 6,4 миллиона долларов, став самым дорогим произведением искусства, проданным на аукционе в то время. Продажу осуществила Флора Уитни Миллер, почётный председатель Музея американского искусства Уитни, семья которой владела картиной с 1901 года. Покупателем стала аргентинская наследница Амалия Лакрозе де Фортабат.
В газете The Washington Post Пол Ричард описал картину как пример «поэтических, провидческих, катаклизмических картин» Тёрнера.